# Telluur-131
Telluur-131 of 131Te is een onstabiele radioactieve isotoop van telluur, een metalloïde. De isotoop komt van nature niet op Aarde voor.

## Radioactief verval
Telluur-131 vervalt door β−-verval naar de radio-isotoop jodium-131:
{\displaystyle {\ce {{^{131}_{52}Te}->{^{131}_{53}I}+{e^{-}}+{\bar {\nu }}_{e}}}}
De halveringstijd bedraagt 25 minuten.
105Te · 106Te · 107Te · 108Te · 109Te · 110Te · 111Te · 112Te · 113Te · 114Te · 115Te · 115m1Te · 115m2Te · 116Te · 117Te · 117mTe · 118Te · 119Te · 119mTe · 120Te · 121Te · 121mTe · 122Te · 123Te · 123mTe · 124Te · 125Te · 125mTe · 126Te · 127Te · 127mTe · 128Te · 128mTe · 129Te · 129mTe · 130Te · 130m1Te · 130m2Te · 130m3Te · 131Te · 131mTe · 132Te · 133Te · 133mTe · 134Te · 134mTe · 135Te · 135mTe · 136Te · 137Te · 138Te · 139Te · 140Te · 141Te · 142Te · 143Te